# 日本足球聯賽系統
日本足球聯賽系統與全世界絕大部份的聯賽相近，都是以層級式的升降班制度來分隔各組別的聯賽。職業聯賽自1992年創立開始，由一組逐步擴展至三組，分別是日職、日乙和日丙。日職有18支球隊，每年有2.5支球隊升降。而日乙有22支球隊，每年有2支球隊升降(但日乙、日丙最後實際升降級隊數視日丙前兩名是否持有日乙執照而定）。而日丙目前有20支球隊，部分希望職業化的球隊(主要在日足聯)，需要領牌並取得指定成績即可加入。

## 系統
整體而言，除了頭3級屬於職業，第4級的日足聯屬於半職業之外，其餘聯賽都屬於業餘。
由於職業聯賽設有級別牌照制度，球隊如未持有更高級別牌照，即使球季結束時排名符合升級規定，來季仍不能升級。
| 等級 | 聯賽                       | 參加隊數                | 升降隊數                                         |
| ---- | -------------------------- | ----------------------- | ------------------------------------------------ |
| 1    | 日本甲組職業足球聯賽（J1） | 18隊 (2024球季增至20隊) | 降2.5 (2023年只有1隊降級) (2024年起改為降3)      |
| 2    | 日本乙組職業足球聯賽（J2） | 22隊 (2024球季減至20隊) | 升2.5降2 (2023年改為升3降2) (2024年改為升3降3)   |
| 3    | 日本丙組職業足球聯賽（J3） | 20隊                    | 升2降0 (2023年將改為升2降2) (2024年起改為升3降2) |

| 4       | 日本足球聯賽(JFL)（16隊） | 日本足球聯賽(JFL)（16隊） | 日本足球聯賽(JFL)（16隊）            | 日本足球聯賽(JFL)（16隊） | 日本足球聯賽(JFL)（16隊）     | 日本足球聯賽(JFL)（16隊）     | 日本足球聯賽(JFL)（16隊）                                 | 日本足球聯賽(JFL)（16隊）          | 日本足球聯賽(JFL)（16隊）   | 日本足球聯賽(JFL)（16隊）                   | 日本足球聯賽(JFL)（16隊）          | 日本足球聯賽(JFL)（16隊）   | 日本足球聯賽(JFL)（16隊）                                 | 日本足球聯賽(JFL)（16隊） | 日本足球聯賽(JFL)（16隊） |
|         | 日本地區聯賽              |                           |                                      |                           |                               |                               |                                                           |                                    |                             |                                             |                                    |                             |                                                           |                           |                           |
| 5       | 北海道足球聯賽（8隊）     | 北海道足球聯賽（8隊）     | 北海道足球聯賽（8隊）                | 北海道足球聯賽（8隊）     | 東北足球聯賽甲組 （10隊）     | 東北足球聯賽甲組 （10隊）     | 關東足球聯賽甲組 （10隊）                                 | 北信越足球聯賽甲組 （8隊）         | 東海足球聯賽甲組 （8隊）    | 關西足球聯賽甲組 （8隊）                    | 中國足球聯賽 （10隊）              | 四國足球聯賽 （8隊）        | 九州足球聯賽 （10隊）                                     |                           |                           |
| 6       | 北海道區域聯賽            | 北海道區域聯賽            | 北海道區域聯賽                       | 北海道區域聯賽            | 東北足球聯賽乙組北部 （10隊） | 東北足球聯賽乙組南部 （10隊） | 關東足球聯賽乙組 （10隊）                                 | 北信越足球聯賽乙組 （8隊）         | 東海足球聯賽乙組 （9隊）    | 關西足球聯賽乙組 （10隊）                   | 鳥取縣 島根縣 岡山縣 廣島縣 山口縣 | 香川縣 德島縣 愛媛縣 高知縣 | 福岡縣 佐賀縣 長崎縣 熊本縣 大分縣 宮崎縣 鹿兒島縣 沖繩縣 |                           |                           |
| 6       | 札幌(6隊)                 | 道東(6隊)                 | 道央及道北(4隊)                      | 道南(6隊)                 | 東北足球聯賽乙組北部 （10隊） | 東北足球聯賽乙組南部 （10隊） | 關東足球聯賽乙組 （10隊）                                 | 北信越足球聯賽乙組 （8隊）         | 東海足球聯賽乙組 （9隊）    | 關西足球聯賽乙組 （10隊）                   | 鳥取縣 島根縣 岡山縣 廣島縣 山口縣 | 香川縣 德島縣 愛媛縣 高知縣 | 福岡縣 佐賀縣 長崎縣 熊本縣 大分縣 宮崎縣 鹿兒島縣 沖繩縣 |                           |                           |
| 7及以下 | 札幌                      | 十勝 釧路 根室 網走       | 千歳 小樽 空知 北空知 旭川 宗谷 道北 | 函館 室蘭 苫小牧          | 青森縣 岩手縣 秋田縣          | 宮城縣 山形縣 福島縣          | 茨城縣 栃木縣 群馬縣 埼玉縣 千葉縣 東京都 神奈川縣 山梨縣 | 新潟縣 長野縣 富山縣 石川縣 福井県 | 静岡縣 愛知縣 岐阜縣 三重縣 | 滋賀縣 京都府 大阪府 兵庫縣 奈良縣 和歌山縣 | 鳥取縣 島根縣 岡山縣 廣島縣 山口縣 | 香川縣 德島縣 愛媛縣 高知縣 | 福岡縣 佐賀縣 長崎縣 熊本縣 大分縣 宮崎縣 鹿兒島縣 沖繩縣 |                           |                           |

## 外部連結
- 日本足球聯賽頁面 （页面存档备份，存于）
- 日本非聯賽新聞 （页面存档备份，存于）
- 地區聯賽（均為日文）：
  - 東北足球聯賽. 的存檔，存档日期2021-01-16..
  - 關東足球聯賽 （页面存档备份，存于）
  - 北信越足球聯賽 （页面存档备份，存于）
  - 關西足球聯賽 （页面存档备份，存于）
  - 中國足球聯賽 （页面存档备份，存于）
  - 四國足球聯賽 （页面存档备份，存于）
  - 九州足球聯賽 Archive.today的存檔，存档日期2014-01-14